# Konverze (informatika)
Konverze znamená v informatice převod informace do jiného zobrazení, zejména do jiného kódu, jiného formátu nebo jiné číselné soustavy.

## Význam
Každá informace, pokud má být informaticky zpracována, musí být zobrazena v určitém kódu a dodržovat nějaký formát. Ačkoli se kódy i formáty standardizují, užívá se jich celá řada, takže konverze patří mezi velmi časté operace. Je sice obvykle algoritmicky jednoduchá, ale vzhledem k objemům dat může být časově velmi náročná. Konverze obrazových informací je obvykle složitá i algoritmicky.

## Konverze kódu
Zobrazení alfanumerických informací se řídí alfanumerickým kódem čili dvojkovým zobrazením jednotlivých znaků (písmen, číslic, interpunkčních, typografických a řídících znaků). Každému znaku odpovídá obvykle osmibitový (1 byte, například ASCII) nebo šestnáctibitový (2 byte, UCS-2, UTF-16, případně i 4 byte - UTF-32) kód, daný kódovou tabulkou. Konverze pak znamená náhradu jednoho kódu příslušným kódem z jiné tabulky. Nejrozšířenějším alfanumerickým kódem je dnes ASCII a Unicode.

## Konverze čísel
Číselné (kvantitativní) veličiny se zobrazují buď analogově, to jest přímo úměrnou hodnotou jiné fyzikální veličiny, nebo digitálně. Konverzi mezi oběma zajišťují analogově-digitální (A/D převodníky) nebo digitálně-analogové (D/A převodníky) čili konvertory.
Digitálně kódované číselné údaje mohou být buď v desítkové (dekadické) nebo ve dvojkové (binární, hexadecimální) soustavě místních hodnot. Protože elektronická zařízení většinou pracují s binárním zobrazením, které zařízení podstatně zjednodušuje, kdežto pro člověka je daleko přístupnější a přehlednější zobrazení dekadické, je konverze mezi nimi velmi častá operace, zejména na vstupu a výstupu dat.

## Konverze souborových formátů
Konverze souborových formátů se obvykle provádí pomocí aplikace, ve které byl soubor vytvořen, nebo pomocí nástrojů třetích stran. Jelikož je každý souborový formát rozdílný, často bývá převod ztrátový, nebo není vůbec možný.